# غرام في إسطنبول (فلم)
غرام في إستانبول (بالانكليزية Gharam fy Istanbul ) (In english: Love story in Istanbul)، فيلم سوري للثنائي دريد ونهاد عام 1966.

## قصة الفيلم
تختفي ابنة الأميرة نازلي منذ نعومة أظافرها، وتموت الأميرة من دون أن تراها، لكنها تخلف وراءها وصية بأن تؤول كافة ممتلكاتها وثروتها إلى ابنتها، ويستخدم الورثة حجة اختفاء الابنة لكي يقسموا الثروة فيما بينهم، لكنهم يفاجئون بظهور الابنة بعد كل تلك السنوات، مما يدفع كافة أفراد الأسرة إلى تدبير الخطط من أجل التخلص منها أو حتى ضمان عدم وصول ثروة والدتها إليها.

## طاقم العمل
تمثيل
- دريد لحام: غوار مشعل الطوشة.
- نهاد قلعي: اصلان بيه.
- رفيق سبيعي: توفيق بن تيمور.
- جيزيل نصر: نازك.
- سمورة: هند الغجرية، الأميرة ميرفت.

ممثلين أتراك
- إبراهيم ديليدينز : تيمور بيه.
- باكلان الجان: كمال.
- سيفدا نور.
- اليا رونا. وهي من أصل سوري من درعا.

تأليف
- سيف الدين شوكت: سيناريو.
- نهاد قلعي: سيناريو وحوار.

إخراج
- سيف الدين شوكت: مخرج.
- إبراهيم العريس: مساعد مخرج.
- منير بطش: مساعد مخرج.[2]